# 天河镇 (罗城县)
天河镇，是中华人民共和国广西壮族自治区河池市罗城仫佬族自治县下辖的一个乡镇级行政单位。

## 行政区划
天河镇下辖以下地区：
天河社区、古邦村、白任村、佳泉村、进新村、华张村、吊水村、屯相村、维新村、北华村、金星村、金城村、北安村、集城村和上朝村。